# Arthur Türkl
Arthur Türkl, Atelier Türkl, auch Atelier Arthur Türkl oder Türkl Atelier mit Sitz in Wien-Neubau war in den Jahren von 1923 bis 1930 ein auf künstlerisch gestaltete Inserate und Plakate spezialisiertes Atelier. Betreiber war der Gebrauchsgraphiker Arthur Türk, andere Schreibweise Artur Türk. Zu den Mitarbeitern zählte unter anderem Heinz Wagner.
Arthur Türkl, der von 1905 bis 1908 die Wiener Graphische Lehr- und Versuchsanstalt durchlief, leitete das Atelier und schuf beispielsweise Plakate für Schuhe oder Pelzmoden, wie etwa für den Wiener Kürschner Karl Tlusty mit Sitz in der Mariahilferstraße 64. 1926 war Türkl Gründungsmitglied des Bundes Österreichischer Gebrauchsgraphiker (BÖG).